# Hydraena vela
Hydraena vela är en skalbaggsart som beskrevs av Perkins 1980. Hydraena vela ingår i släktet Hydraena och familjen vattenbrynsbaggar. Inga underarter finns listade i Catalogue of Life.